# 第戎城市公共交通
第戎城市公共交通（法語：Transports en commun de Dijon）是法国东部城市第戎（法語：Dijon）的城市公共交通系统，其商业名称为"Divia"。

## 历史
2004年，第戎的公交线路线路编号由字母改为数字。2012年9月，第戎有轨电车建成运行，其公交路网也随之进行了大规模的调整。

## 组织
第戎城市公共交通线路由凯奥雷斯-第戎交通局运营，后者由两部分组成：
- 第戎都会区（Dijon Métropole）：地方性行政机构，负责管理和调节第戎都市圈范围内的各项事务，包括公共交通。
- 凯奥雷斯（Keolis）：法国的大型公共交通运输企业。2017年1月1日，第戎都市圈公共社区和凯奥雷斯签订协议，凯奥雷斯将提供车辆及人员，并负责第戎城市公共交通路网的运营和维护，其运营权有效期为6年。

### 财政
第戎城市公共交通的财政管理由第戎都会区（Dijon Métropole）负责财政，其财政来源包括3部分：
- 地方财政支出，由第戎都会区自身负责。
- 交通财政转移（Versement du transport），其财政来源为企业财政征收（Prélèvement），征收对象为第戎都市圈公共社区范围内的大型企业及单位。
- 商业收入，即车票等。

第戎城市公共交通系统尚未获得国家直接补助。

## 设施
截止2017年底，第戎城市公共交通系统共有有轨电车线路2条，普通公共汽车线路30条，市区摆渡车线路1条，校车线路14条。共有33列有轨电车和199辆普通公共汽车，配有公交司机约500人。另有2个综合停车场（P+R）和约800辆公共自行车。

## 线路
第戎城市公共交通的常规线路网覆盖第戎都会区内的24个市镇。

### 有轨电车（Tram）
第戎城市公共交通线路网包括两条有轨电车线路，除每年五月一日外全年运行。
| 第戎有轨电车线路一览表                                               | |
| 编号                                                                 | 线路及沿途站点 |
| T1                                                                   | DIJON - Gare 第戎 - 火车站 ↔Foch Gare 佛煦火车站 ↔Darcy 达尔西 ↔Godrans 戈德朗 ↔République 共和 ↔Auditorium 演绎厅 ↔Poincaré 庞加莱 ↔Grésilles 格雷西耶 ↔Parc des Sports 体育公园 ↔CHU Hôpitaux 中心医院 ↔Erasme 埃拉斯姆 ↔Université 大学 ↔Mazen Sully 马藏·叙伊 ↔Piscine Olympique 奥体游泳池 ↔Cap Vert 绿角 ↔Grand Marché 大市场 ↔QUETIGNY - Centre 克蒂尼 - 中心 |
| T2                                                                   | DIJON - Valmy 第戎 - 瓦尔密 ↔Giroud 吉鲁 ↔Pôle Santé 健康中心 ↔Zénith 泽尼特 ↔Toison d'Or 金头 ↔Europe 欧洲 ↔Nation 民族 ↔Junot 瑞诺 ↔Drapeau 旗帜 ↔République 共和 ↔Godrans 戈德朗 ↔Darcy 达尔西 ↔Foch Gare 佛煦火车站 ↔Monge 蒙日 ↔1er Mai 五一 ↔Jaurès 饶勒斯 ↔Bourroches 布罗什 ↔Carraz 卡拉 ↔Valendons 瓦朗东 ↔Le Mail 邮件 ↔CHÊNOVE - Centre 舍诺夫 - 中心     |
| - 粗体字为该线路起讫站所在的市镇。中文名称非官方正式翻译，仅供参考。 | |

### 干线公交（Liane）
第戎城市公共交通线路网共有五条干线公交线路，其编号以"L"开头，主要连接第戎市中心及附近的重要街区，除每年五月一日外全年运行。
| 第戎干线公交线路一览表 | |
| 编号 | 线路及沿途站点 |
| L3 | DIJON - Fontaine d'Ouche 第戎 - 乌什枫丹 ↔Belin 贝兰 ↔Piscine 游泳池 ↔Champs Perdrix 佩德里场 ↔Bachelard 巴什拉尔 ↔Chanoine Kir 基尔议事司铎 ↔Av. du Lac 湖泊大道 ↔Gorgets 戈尔盖 ↔CHS La Chartreuse 特诊中心医院 ↔Albert 1er 阿尔贝尔一世 ↔Nodot 诺多 ↔SNCF Vincenot 火车站-万瑟诺 ↔Gare SNCF 火车站 ↔Darcy Sevigné 达尔西-塞维涅 ↓↔Darcy Devosge 达尔西-德沃日 ↑↔Dupuis 迪皮 ↔République 共和 ↔Lycée Carnot 卡尔诺高级中学 ↔30 Octobre 十月三十 ↔Voltaire 伏尔泰 ↔Champmaillot 尚马约 ↔Creux d'Enfer 地狱坑 ↔Défence 防卫 ↔Boulanger 面包铺 ↔Jeanne d'Arc 贞德 ↔CHU Hôpitaux 中心医院 ↔Parc des Sports 体育公园 ↔Montmuzard 蒙米扎尔 ↔Grésilles 格雷西耶 ↔Ste-Bernadette 圣贝尔纳代特 ↔Place des Savoirs 知识广场 ↔Seguin 瑟甘 ↔Lycée Eiffel 埃菲尔高级中学 ↔Dallas CRI 达拉斯信息中心 ↔Mayence 马扬斯 ↔DIJON - Épirey Capnord 第戎 -埃皮雷-北角 |
| L4 | DIJON - Nation 第戎 - 民族 ↔Lycée De Gaulle 戴高乐高级中学 ↔Le Suzon 勒叙宗 ↔Trois Saffres 三萨夫尔 ↔Monnet 莫奈 ↔Les Charmes 莱沙尔姆 ↔Félizots 菲利佐 ↔Glycines 格利辛讷 ↔Amandiers 阿芒迪耶 ↔Houdart 乌达尔 ↔Terrillon 泰里永 ↔Ghys 吉伊 ↑↔Hoin 乌安 ↔Rouen 鲁昂 ↔Cellerier 瑟勒里耶 ↔Dubois 迪布瓦 ↔Square Darcy 达尔西广场 ↔Darcy Devosge 达尔西-德沃日 ↑↔De Brosses 德布罗斯 ↔Grangier 格朗吉耶 ↔Bossuet 博雪 ↔Zola 佐拉 ↔Monge 蒙日 ↔Hôpital 医院 ↔Faubourg Raines 赖讷居民区 ↔Ste-Chantal 圣尚塔勒 ↔Marillier 马里利耶 ↔Diebold 迪耶博 ↔Bourroches Eiffel 布罗什埃菲尔 ↔Volnay 沃奈 ↔Fyot 菲约 ↔Richet 里谢 ↔Abbé Chanlon 尚隆修道院 ↔Léonard de Vinci 达芬奇 ↔Croix des Valendons 瓦朗东十字架 ↔Renan 勒南 ↔Collège Chapitre 沙皮特尔初级中学 ↔Chênove Centre 舍诺夫中心 ↔Thibaut 蒂博 ↔Rue de Longvic 隆维路 ↔Foussets 福塞 ↔Curie 居里 ↔Bicentenaire 双百 ↔Grands Crus 大鲜 ↔Langevin 朗日万 ↓↔Marsannay 马尔桑奈 ↔Dardelain 达尔德兰 ↔Pièce Léger 轻片 ↔MARSANNAY-LA-CÔTE - Acti-Sud 马尔桑奈拉科特 - 南部开发区 |
| L5 | TALANT 塔朗 - 迪兰 ↔Néruda 内吕达 ↔Rétisseys 雷蒂塞 ↔Mail 迈勒 ↔Picasso 毕加索 ↔Jouvey 茹韦 ↔Nachey 纳谢 ↔Moulissards 穆利萨尔 ↔Canzio 康济奥 ↔La Fillotte 拉菲奥特 ↔Herriot 埃里奥 ↔Chaumière 绍米耶尔 ↔Arandes 阿朗德 ↔Clomiers 克洛米耶 ↔St-Mesmin 圣梅曼 ↔Ziem 杰姆 ↔Génois 热诺瓦 ↔Spuller 斯皮莱尔 ↔Dubois 迪布瓦 ↔Square Darcy 达尔西广场 ↔Darcy Sevigné 达尔西-塞维涅 ↔Gare SNCF 火车站 ↔Monge 蒙日 ↔Suquet 叙盖 ↔Transvaal 特朗斯瓦勒 ↔Wilson Dumont 威尔逊-迪蒙 ↓↔Févret 菲福雷 ↑↔Wilson Sisley 威尔逊-西西雷 ↑↔Wilson Carnot 威尔逊-卡尔诺 ↑↔Baudin 博丹 ↓↔De Musset 德米塞 ↔Prison 监狱 ↔D'Arbaumont 达尔博蒙 ↔Petites Roches 小石 ↔Mansart 芒萨尔 ↔AgroSUP 农业学院 ↔IUT 应用技术学院 ↔21ème Siècle 二十一世纪 ↔DIJON - Université 第戎 - 大学 |
| L6 | DIJON - Toison d'Or 第戎 - 金头 ↔Churchill 丘吉尔 ↔Granville 格朗维尔 ↔Roosevelt 罗斯福 ↔La Vapeur 蒸汽 ↔Cité du Soleil 阳光城 ↔Quantin 康坦 ↔Joffre 约弗尔 ↔Theuriet 特里耶 ↔Giraud 吉罗 ↔Alsace 阿尔萨斯 ↔Reims 兰斯 ↔Marne 马恩 ↔Vaillant 骁勇 ↔République 共和 ↔Lycée Carnot 卡尔诺高级中学 ↔30 Octobre 十月三十 ↔Voltaire 伏尔泰 ↑↔Lycée H. Fontaine 亨利·方丹高级中学 ↔Cité Dampierre 当皮耶尔城 ↔St-Michel 圣米歇尔 ↓↔Théâtre 剧场 ↔Bibliothèque 图书馆 ↔Wilson Carnot 威尔逊-卡尔诺 ↑↔Wilson Sisley 威尔逊-西西莱 ↓↔Prince de Condé 孔代公主 ↔Le Nôtre 勒诺特 ↔Piscine Carrousel 水上乐园 ↔Chancenotte 尚斯诺特 ↔Parc 公园 ↔Barbusse 巴尔比斯 ↔Bourillot 布里奥 ↔Tamaris 怪柳 ↔Pommerets 波姆雷 ↔Bouhey 布埃 ↔Valentin 瓦朗坦 ↔Prévôts 普雷沃 ↔Longvic Mairie 隆维市政府 ↔Bief du Moulin 风车水渠 ↔Duhamel 迪阿梅勒 ↓↔LONGVIC 隆维 |
| L7 | QUETIGNY - Europe 克蒂尼 - 欧洲 ↔Allende 阿朗德 ↔Prévert 普雷韦尔 ↔Camus 卡米斯 ↔Collège Rostand 罗斯唐初级中学 ↔Château 城堡 ↔Grand Marché 大市场 ↔Quetigny Centre Commercial 克蒂尼中心 ↔Quetignerot 科蒂涅罗 ↔Atria 阿特里亚 ↔Lycée De Serres 温室高级中学 ↔Visitation 游览 ↔Bois du Roy 鲁瓦树林 ↔Lycée Boivin 布瓦万高级中学 ↔Molière 莫里哀 ↔Chevigny Mairie 舍维尼市政府 ↔Pasteur 巴斯德 ↔Kennedy 肯尼迪 ↔L'Ogive 穹顶 ↔CHEVIGNY-ST-SAUVEUR - Chevigny 舍维尼圣索沃尔 - 舍维尼 |
| - 在"线路及沿途站点"一栏中，车站后面的"↓"代表该站仅下行方向（从左往右）单向停靠，"↑"则代表该站仅上行方向（从右往左）单向停靠。 - 粗体字为该线路起讫站所在的市镇。 - 中文名称非官方正式翻译，仅供参考。 | |

### 半环线公交（Corol）
第戎城市公共交通线路网共有一条半环线公交线路，呈反"C"字形连接第戎市区北、东、南三部分，周日及节假日停运。
| 第戎半环线公交线路一览表                                             | |
| 编号                                                                 | 线路及沿途站点 |
| COROL                                                                | DIJON - Fontaine d'Ouche 第戎 - 乌什泉 ↔Belin 贝兰 ↔Piscine 游泳池 ↔Champs Perdrix 佩德里场 ↔Bachelard 巴什拉尔 ↔Chanoine Kir 基尔议事司铎 ↔Tire Pesseau 蒂尔佩索 ↔Rossignol Eiffel 罗西尼奥勒埃菲尔 ↔Bourroches Eiffel 布罗什埃菲尔 ↔Diebold 叠波 ↔Marillier 马里利耶 ↔Ste-Chantal 圣尚塔勒 ↔Rolin 罗兰 ↔1 Mai Foyer 五一 ↔Lycée le Castel 城堡高级中学 ↔ESPE 师范学校 ↔Milsand 米勒桑 ↔Tournois 图尔诺瓦 ↔Chancenotte 尚瑟诺特 ↔Collège Lentillères 朗蒂耶尔初级中学 ↔Salengro 萨朗格罗 ↔Péjoces 佩若斯 ↔Fac des Lettres 文学院 ↔Fac des Sciences 理学院 ↔Jeanne d'Arc 贞德 ↔CHU Hôpitaux 中心医院 ↔Parc des Sports 体育公园 ↔Urgences CHU 中心医院急诊科 ↔Bouteiller 司酒官 ↔Billardon 比拉尔东 ↔Place des Savoirs 知识广场 ↔Ste-Bernadette 圣贝尔纳德 ↔D'Alembert 达朗贝尔 ↔Laplace 拉普拉斯 ↔Boutaric 布塔里克 ↔St-Exupéry 圣埃克絮佩里 ↔Theuriet 特里耶 ↔Junot 茹诺 ↔Allobroges 阿洛布罗日 ↔St-Martin 圣马丁 ↔Terillon 特里永 ↔Suisse 瑞士 ↔Loti 洛蒂 ↔Chèvre Morte 亡羊 ↔Leclerc 勒克莱尔 ↔Fontaine aux Fées 仙泉 ↔DIJON - Marmuzot 第戎 - 马尔米佐 |
| - 粗体字为该线路起讫站所在的市镇。中文名称非官方正式翻译，仅供参考。 | |

### 普通公交（Ligne）
第戎城市公共交通线路网共有13条普通公交线路，其编号以"B"开头，部分线路在节假日停运。
| 第戎普通公交线路一览表 | |          |
| 编号 | 线路及沿途站点 | 运营周期 |
| B10 | FONTAINE-LÈS-DIJON - Centre Commercial 第戎附近枫丹 - 商业中心 ↔Prés Potets 波泰崖 ↔Cortots 科尔托 ↔Belfontaine 贝勒枫丹 ↔Ratel 拉泰勒 ↔Monnet 莫内 ↔Les Charmes 莱沙尔姆 ↔Félizots 菲利佐 ↔Jura 汝拉 ↔Ranelagh 拉讷拉格 ↔Camélias 卡梅利亚 ↔Morvan 莫尔旺 ↔Glaïeuls 格莱厄勒 ↔Allobroges 阿洛布罗日 ↑↔Fauconnet 福科内 ↔Mazières 马济耶尔 ↔Houblonnière 乌布隆涅尔 ↔Beaune 博讷 ↔Barbe 络腮胡 ↔Cours Fleury 花街 ↔Dupuis 迪皮 ↔Darcy Devosge 达尔西-德沃日 ↓↔Square Darcy 达尔西广场 ↔Dubois 迪布瓦 ↑↔SNCF Brifaut 火车站-比福 ↔Bagatelle 巴加泰勒 ↔Perrières 佩里耶尔 ↔St-François 圣弗朗索瓦 ↔Marmuzots 马尔米佐 ↔Fontaine aux Fées 仙女泉 ↔Leclerc 勒克莱尔 ↔Libération 自由 ↔Cottages 科塔日 ↔Fassoles 法索勒 ↔Côte aux Moines 和尚岭 ↔Arbalétriers 弓弩手 ↔Logis de Bourgogne 勃艮第小舍 ↔Jouvet 茹韦 ↔Picasso 毕加索 ↔Mail 迈勒 ↔Rétisseys 雷蒂塞 ↔Néruda 内吕达 ↔Brossolette 罗盘 ↔TALANT - Citatelle 塔朗 - 城堡 | [ 註 1 ] |
| B11 | ST-APOLLINAIRE - Val Sully 圣阿波利奈尔 - 叙利谷 ↔Mairie de Bourgogne 勃艮第政府 ↔Opaline 奥帕利讷 ↔Paquier d'Aupré 帕基耶多普雷 ↔Jacquat 雅卡 ↔Gauthier 戈蒂耶 ↔Longènes 隆热讷 ↔Castelnau 卡斯泰勒诺 ↔Billardon 比亚尔东 ↔Bouteiller 司酒官 ↔Urgences CHU 中心医院急诊科 ↔Parc des Sports 体育公园 ↔Doumer 杜梅尔 ↔Strasbourg 斯特拉斯堡 ↔SNCF Porte Neuve 新门火车站 ↔30 Octobre 十月三十 ↔Voltaire 伏尔泰 ↑↔Lycée H. Fontaine 亨利·方丹高级中学 ↔Cité Dampierre 当皮耶尔城 ↔St-Michel 圣米歇尔 ↓↔Théâtre 剧场 ↔Bibliothèque 图书馆 ↔Wilson Carnot 威尔逊-卡尔诺 ↑↔Wilson Sisley 威尔逊-西西雷 ↓↔Dumont 迪蒙 ↔Bordot 波尔多 ↔ESPE 师范学校 ↔Blanchisseries 漂白场 ↔Mortel Retz 莫尔泰勒雷茨 ↔Attiret 阿蒂雷 ↔Revel 勒韦勒 ↔DIJON - Parc de la Colombière 第戎 - 科隆比耶尔公园 | [ 註 1 ] |
| B12 | PLOMBIÈRES-LÈS-DIJON - Plombières 第戎附近普隆比耶尔 - 普隆比耶尔 ↔La Flamme 拉弗拉姆 ↔Courtois 库尔图瓦 ↔Lycée Kir 基尔高级中学 ↔Victor Hugo 维克多·雨果 ↔Plombières Mairie 普隆比耶尔市政府 ↔Vallon 瓦隆 ↔Combe aux Fées 仙湾 ↔Vaux Bruns 棕牛 ↔Chérains 谢兰 ↔Seize Vannes 十六阀 ↔Parc à Bateaux 船舶公园 ↔Le Lac 湖泊 ↔CHS La Chartreuse 特诊中心医院 ↔Perrières 佩里耶尔 ↔Bagatelle 巴加泰勒 ↔SNCF Brifaut 火车站-比福 ↔Dubois 迪布瓦 ↓↔Square Darcy 达尔西广场 ↔Gare SNCF 火车站 ↔Monge 蒙日 ↔Suquet 叙盖 ↔Transvaal 特朗斯瓦勒 ↔Wilson Dumont 威尔逊-迪蒙 ↓↔Févret 菲福雷 ↑↔Wilson Sisley 威尔逊-西西雷 ↑↔Wilson Carnot 威尔逊-卡尔诺 ↑↔Baudin 博丹 ↓↔De Musset 德米塞 ↔Prison 监狱 ↔Guibaudet 吉博代 ↔Salengro 萨朗格罗 ↔Le Jolivet 勒若利韦 ↔Stade Poussots 普索体育场 ↔Cimetière 公墓 ↔Zipfel 济普菲勒 ↔Champeaux 尚波 ↔DIJON - Chicago 第戎 - 芝加哥                                                          | [ 註 1 ] |
| B13 | DIJON - Motte Giron 第戎 - 吉龙洞 ↔Saulx Tavannes 索塔瓦讷 ↔CFA-BTP 职教中心 ↔Paupion 波皮永 ↔Lycée Marc d'Or 职教中心 ↔Clos Chauveau 绍沃村 ↔Bel Air 美境 ↔Roussottes 鲁索特 ↔Rossignol Eiffel 罗西尼奥勒埃菲尔 ↔Bourroches Eiffel 布罗什埃菲尔 ↔Gorgets 戈尔盖 ↔CHS La Chartreuse 特诊中心医院 ↔Albert 1er 阿尔贝尔一世 ↔Nodot 诺多 ↔SNCF Vincenot 火车站-万瑟诺 ↔Gare SNCF 火车站 ↔Square Darcy 达尔西-塞维涅 ↔Dubois 迪布瓦 ↔Spuller 斯皮雷尔 ↔Génois 热诺瓦 ↔Ziem 杰姆 ↔St-Mesmin 圣梅曼 ↔Clomiers 克洛米耶 ↔Arandes 阿朗德 ↓↔Loti 洛蒂 ↑↔Lycée Montchapet 蒙沙佩高级中学 ↑↔Péguy 佩吉 ↔Combottes 孔波特 ↔St-Luc 圣吕克 ↔Confrérie 孔弗雷里 ↓↔Les Créots 莱克雷奥 ↑↔Mare 池沼 ↔Cottin 科坦 ↔FONTAINE-LÈS-DIJON - Village 第戎附近枫丹 - 乡村 | [ 註 1 ] |
| B14 | DIJON - Ste-Anne 第戎 - 圣安娜 ↔St-Vincent-de-Paul 圣樊尚德保罗 ↓↔Sembel 桑贝勒 ↓↔IME Montagne Ste-Anne 圣达讷山区康复中心 ↑↔Hortensias 奥尔滕西亚 ↑↔Divio 迪维奥 ↑↔Favier 法维耶 ↓↔Bordet 波尔代 ↓↔Claudel 克洛代勒 ↔Dadolle 达多勒 ↔Calmette 卡勒梅特 ↔Patte d'Oie 鹅掌 ↔Roussottes 鲁索特 ↔Rossignol Eiffel 罗西尼奥勒埃菲尔 ↔Bourroches Eiffel 布罗什埃菲尔 ↔Volnay 达多勒 ↔Fyot 菲奥 ↔Pommard 蓬马尔 ↔St-Jacques 圣雅克 ↔Bourroches 布罗什 ↔Carraz 卡拉 ↔Ferry 费里 ↔Limburgerhof 林布格霍夫 ↔Route de Beaune 博讷公路 ↔Langevin 朗热万 ↔Marsannay 马尔萨奈 ↔Collège Aymé 艾梅初级中学 ↔Rameau 拉莫 ↔Champforey 尚福雷 ↔St-Vincent 圣樊尚 ↔Méchalot 梅沙洛 ↔Colombier 科隆比耶 ↔MARSANNAY-LA-CÔTE - Charon 马尔萨奈拉科特 - 沙龙 | [ 註 1 ] |
| B15 | DIJON - Montagne de Larrey 第戎 - 拉雷山 ↔Cent Écus 百埃居 ↓↔Delestraint 德勒斯特兰 ↑↔Échardillons 埃沙迪永 ↑↔Noblemaire 诺布勒迈尔 ↔Patte d'Oie 鹅掌 ↔Roussottes 鲁索特 ↔Rossignol Eiffel 罗西尼奥勒埃菲尔 ↔Bourroches Eiffel 布罗什埃菲尔 ↔Volnay 达多勒 ↔Fyot 菲奥 ↔Pommard 蓬马尔 ↔St-Jacques 圣雅克 ↔Bourroches 布罗什 ↔Carraz 卡拉 ↔Ferry 费里 ↔Limburgerhof 林布格霍夫 ↔Route de Beaune 博讷公路 ↔Langevin 朗热万 ↔Marsannay 马尔萨奈 ↔Cap Sud 南角 ↔CAT ESAT 就业帮扶中心 ↔Bolotte 波洛特 ↔Vignery 维涅里 ↔Lapostolet 拉波斯托莱 ↔Terreau du Moulin 泰罗迪穆兰 ↔Tourelle 图雷勒 ↔Perrigny Mairie 佩里尼市政府 ↔PERRIGNY-LÈS-DIJON 佩里尼 | [ 註 2 ] |
| B16 | QUETIGNY - Allées Cavalières 克蒂尼 - 骑士巷 ↔Gendarmerie 宪兵队 ↔Croix St-Martin 圣马丁十字架 ↔Quetigny Mairie 克蒂尼市政府 ↔Cromois 克罗穆瓦 ↔Ronde 圆形 ↔Collège Rostand 罗斯唐初级中学 ↔Château 沙托 ↔Grand Marché 大市场 ↔Cap Vert 绿角 ↔Piscine Olympique 奥体游泳池 ↔CREPS 体育训练中心 ↔De Coubertin 德库贝尔坦 ↔Complexe Funéraire 殡仪馆 ↔Bassin 巴桑 ↔Sennecey Mairie 瑟讷塞市政府 ↔Dorain 多兰 ↔Normand 诺曼人 ↔Grand Légie 大莱吉 ↔Le Fort 堡垒 ↔Mimosas 米莫撒 ↔Pré aux Moines 和尚坝 ↔Marronniers 栗园 ↔Montots 蒙托 ↔Neuilly 讷伊 ↔Racine 拉辛 ↔Corneille 科尔内伊 ↔La Gentiane 拉让乾讷 ↔Orée du Bois 林边 ↔St-Antoine 圣安托万 ↑↔CRIMOLOIS 克里莫卢瓦 | [ 註 1 ] |
| B17 | DIJON - Collège Clos de Pouilly 第戎 - 普伊园初级中学 ↔Theuriet 特里耶 ↓↔Balzac 巴尔扎克 ↑↔Junot 瑞诺 ↔Poncelet 蓬瑟雷 ↔De Maupassant 德莫帕桑 ↔Lycée de Gaulle 戴高乐高级中学 ↓↔Verniquet 韦尔尼凯 ↑↔Nation 民族 ↔Côteaux du Suzon 叙宗岭 ↔Touzet du Vigier 图泽迪维吉耶 ↔Presles 普雷勒 ↔Les Plantes 植物 ↔Grands Clos 大村 ↑↔AHUY 阿于 | [ 註 1 ] |
| B18 | DIJON - Darcy 第戎 - 达尔西 ↔Dubois 迪布瓦 ↓↔Square Darcy 达尔西广场 ↔Gare SNCF 火车站 ↔Monge 蒙日 ↔Suquet 叙凯 ↔Petit Cîteaux 小剪刀 ↔Alger 阿尔及尔 ↔Collège Le Parc 公园初级中学 ↔Petit Bernard 小贝尔纳尔 ↔Stearinerie 斯泰兰讷里 ↔Verriers 韦里耶 ↔La Colombière 拉科隆比耶尔 ↔Bertin 贝尔坦 ↔CFA La Noue 拉努就业中心 ↔Romelet 罗姆莱 ↔Rue du Port 码头街 ↔Lavoisier 拉瓦西耶 ↔Atelier APF 残疾人康复中心 ↔Neel 内勒 ↔Pierrat 皮耶拉 ↔Eiffel 埃菲尔 ↔Beauregard 博勒加尔 ↔Duhamel 迪阿梅勒 ↔Bief du Moulin 风车水渠 ↔Longvic Maire 隆维市政府 ↔Prévôts 普雷沃 ↔Blés d'Or 金麦 ↔Guesde 盖德 ↔LONGVIC - Carmélites 隆维 - 卡尔梅利特 | [ 註 2 ] |
| B19 | DIJON - Grésilles 第戎 - 格雷西伊 ↔Billardon 比拉尔东 ↔Castelnau 卡斯泰勒诺 ↔Longènes 隆热讷 ↔Léchenet 莱舍内 ↓↔Vignes aux Chiens 犬酒藤 ↔Les Jardins 花园 ↔Les Buttes 雷比特 ↔La Planchotte 拉普朗肖特 ↔Moirey 穆瓦雷 ↔St-Apollinaire Mairie 圣阿波利奈尔市政府 ↔Mairie de Bourgogne 勃艮第市政府 ↔Opaline 奥帕利讷 ↔Bons Compagnons 忠友 ↔Champ Prieur 祷田 ↔Abbé Pierre 皮耶尔修道院 ↔Tirbaude 蒂尔博德 ↔ST-APOLLINAIRE - Pré Thomas 圣阿波利奈尔 - 前托马 | [ 註 2 ] |
| B20 | DIJON - Darcy 第戎 - 达尔西 ↔Dubois 迪布瓦 ↔Spuller 斯皮莱尔 ↔Bizet 比泽 ↔Pompon 蓬蓬 ↔Loti 洛蒂 ↔Arandes 阿朗德 ↔Chaumière 绍米耶尔 ↔Herriot 埃里奥 ↔La Fillotte 拉菲奥特 ↔Canzio 康济奥 ↔Maladière 马拉迪耶尔 ↔Alisiers 阿利西耶 ↔Rue de Dijon 第戎路 ↔Bernard 贝尔纳尔 ↔Champs Viaux 尚维欧 ↑↔Meix Pillon 梅·皮永 ↑↔Daix Mairie 代镇市政府 ↓↔Changey 尚热 ↔St-Laurent 圣洛朗 ↔Hauteville Mairie 欧特维尔市政府 ↔La Paisse 拉派斯 ↔Les Collines 丘陵 ↔Place du Puits 井场 ↔Chambertin 尚贝尔坦 ↔HAUTEVILLE-LÈS-DIJON 欧特维勒 | [ 註 2 ] |
| B21 | LONGVIC - Centre 隆维 - 中心 ↔Prévôts 普雷沃 ↔Longvic Maire 隆维市政府 ↔Ecluse 埃克吕斯 ↔Longvic Z.I 隆维工业园 ↔Tilleul 椴树 ↔Ouges Mairie 乌日市政府 ↔De Gaulle 戴高乐 ↔Petit Ouges 小乌日 ↔Silo 谷仓 ↔La Garande 拉加朗德 ↔BRETENIÈRE 布雷特尼耶尔 | [ 註 2 ] |
| B22 | LONGVIC - Centre 隆维 - 中心 ↔Prévôts 普雷沃 ↔Longvic Maire 隆维市政府 ↔Ecluse 埃克吕斯 ↔Longvic Z.I 隆维工业园 ↔Domois 多穆瓦 ↔Colleys 科雷 ↔Chevigne Pont Neuf 舍维涅新桥 ↔La Pringolle 拉普兰戈勒 ↑↔FENAY 费奈 | [ 註 2 ] |
| - 在"线路及沿途站点"一栏中，车站后面的"↓"代表该站仅下行方向（从左往右）单向停靠，"↑"则代表该站仅上行方向（从右往左）单向停靠。 - 粗体字为该线路起讫站所在的市镇。 - 灰色部分仅部分时段停靠。 - 中文名称非官方正式翻译，仅供参考。 1. 2. | |          |

### 补充公交（Proxi）
第戎城市公共交通线路网共有3条补充公交线路，其编号以"P"开头，主要连接人口较少的市镇，所有线路在周日及节假日停运。
| 第戎补充公交线路一览表                                                  | |
| 编号                                                                    | 线路及沿途站点 |
| P30                                                                     | QUETIGNY - Grand Marché 克蒂尼 - 大市场 ↔Quetigny Centre Commercial 克蒂尼中心 ↔Quetignerot 科蒂涅罗 ↔Atria 阿特里亚 ↔Lycée De Serres 温室高级中学 ↔Visitation 游览 ↔Bois du Roy 鲁瓦树林 ↔Lycée Boivin 布瓦万高级中学 ↔Molière 莫里哀 ↔Chevigny Mairie 舍维尼市政府 ↔Capucine 卡皮辛 ↔Bressey ZA 布雷塞开发区 ↔BRESSEY 布雷塞                                                                                  |
| P31                                                                     | QUETIGNY - Grand Marché 克蒂尼 - 大市场 ↔Quetigny Centre Commercial 克蒂尼中心 ↔Quetignerot 科蒂涅罗 ↔Atria 阿特里亚 ↔Lycée De Serres 温室高级中学 ↔Visitation 游览 ↔Bois du Roy 鲁瓦树林 ↔Lycée Boivin 布瓦万高级中学 ↔Molière 莫里哀 ↔Chevigny Mairie 舍维尼市政府 ↔Capucine 卡普桑 ↔Perret 佩雷 ↔Géraniums 天竺 ↔Artisans 工匠 ↔Menuisiers 作坊 ↔MAGNY 马尼                                                  |
| P33                                                                     | DIJON - Monge 第戎 - 蒙日 ↔Hôpital 医院 ↔Faubourg Raines 兰讷居民区 ↔Ste-Chantal 圣尚塔勒 ↔Marillier 马里利耶 ↔Diebold 叠波 ↔Bourroches Eiffel 布罗什埃菲尔 ↔Rossignol Eiffel 罗西尼奥勒埃菲尔 ↔Roussottes 鲁索特 ↔Patte d'Oie 鹅掌 ↔Noblemaire 诺布勒迈尔 ↔Cent Écus 百埃居 ↔Combe à la Serpent 蛇洞 ↔Les Pins 松树 ↔Corcelles-les-Monts 科尔塞勒莱蒙 ↔Rente Neuve 新利 ↔A. Patte 帕特 ↔FLAVIGNEROT 弗拉维涅罗 |
| - 粗体字为该线路起讫站所在的市镇。 - 中文名称非官方正式翻译，仅供参考。 | |

### 灵活公交（Flexo）
第戎城市公共交通线路网共有3条灵活公交线路，其编号以"F"开头，这些线路在部分区域可根据乘客需要调整线路及停靠，所有线路在周日及节假日均停运。
| 第戎定制公交线路一览表 | |
| 编号 | 线路及沿途站点 |
| P40 | DIJON - République 第戎 - 蒙日 ↔Auditorium 演绎厅 ↔Poincaré 庞加莱 ↔York 约克 ↔Boutaric 布塔里克 ↔Dallas CRI 达拉斯信息中心 ↔Mayence 马扬斯 ↔Épirey Cap Nord 埃皮雷-北角 ↔Cracovie 克拉科夫 ↔CARSAT 养老保险局 ↔Yser 伊瑟 ↔Malines 马利讷 ↔Quignard 坎尼亚尔 ↔Zénith 会展中心 ↔DIJON - Toison d'Or 第戎 - 金头 |
| P41 | QUETIGNY - Grand Marché 克蒂尼 - 大市场 ↔Quetigny Centre Commercial 克蒂尼中心 ↔Quetignerot 科蒂涅罗 ↔Atria 阿特里亚 ↔Lycée De Serres 温室高级中学 ↔Visitation 游览 ↔Champs Creux 坑田 ↔Chevigny 舍维尼 ↔L'Ogive 穹顶 ↔Kennedy 肯尼迪 ↔Bourvil 布尔维勒 ↔Trinanon 特里纳农 ↔Champ Chardon 夏尔东田 ↔Excellence 2000 超级两千 ↔Av. de Travaux 作业大街 ↔Jean Moulin 让·穆兰 ↔Seurres 瑟尔 ↔Menuisiers 作坊 ↔Artisans 工匠 ↑↔CHEVIGNY-ST-SAUVEUR - Z.I 舍维尼-工业园 |
| P42 | CHENÔVE - Les Ateliers 舍诺夫 - 维修中心 ↔Sembat 桑巴 ↔Carraz 卡拉 ↔Mairey 迈雷 ↔Gambetta 甘必大 ↔Bazin 巴赞 ↔Thibaut 蒂博 ↔Chênove Centre 舍诺夫中心 ↔Vieux Bourg 旧堡 ↔Rue de Longvic 隆维路 ↔Route de Beaune 博讷公路 ↔Palissy 帕利西 ↔Charton 沙尔通 ↔CHENÔVE - Centre Commercial 舍诺夫 - 商业中心 |
| - 在"线路及沿途站点"一栏中，车站后面的"↓"代表该站仅下行方向（从左往右）单向停靠，"↑"则代表该站仅上行方向（从右往左）单向停靠。 - 粗体字为该线路起讫站所在的市镇。 - 除F42路外，其余线路在周六也停运。 - 中文名称非官方正式翻译，仅供参考。 | |

### 快速公交（Express）
第戎城市公共交通线路下属一条快速公交线路，编号为34，连接第戎火车城站和第戎宪兵学校，仅周一至五开行。
| 第戎快速公交线路一览表                                               | |
| 编号                                                                 | 线路及沿途站点 |
| Express                                                              | DIJON - Gare 第戎 - 火车站 ↔Monge 蒙日 ↔Chancenotte 尚瑟诺特 ↔Valentin 瓦朗坦 ↔Prévôts 普雷沃 ↔Longvic Mairie 隆维市政府 ↔Terminal 第戎机场航站楼 ↔OUGES - École de Gendarmerie 乌日-第戎宪兵学校 |
| - 粗体字为该线路起讫站所在的市镇。中文名称非官方正式翻译，仅供参考。 | |

### 校车线路
共有14条线路，仅学生上下课期间运营。

### 市区摆渡公交
共1条线路，单循环运营，在市区内部分路段招手即停。

### 夜间
第戎城市公共交通系统提供一条夜间公交线路，每周五、六晚间运行，夏季停运。

## 票价
第戎城市公共交通的车票系统包括两大类型：单次车票和公交卡。

### 单次车票
第戎城市公共交通的单次车票为不记名的一次性纸质车票，包括单次卡和10次卡，可在公交车司机处购买。单次车票在插卡后一小时内可无限次换乘。

### 公交卡
第戎的公交卡包含多种类型，包括公共卡（所有人均可办理和使用）、学生卡、老年卡等，办理时需实名登记并出示相关证件。普通的公交卡可在指定的时间段内无限次乘坐第戎城市公共交通下属的所有线路。

## 图集

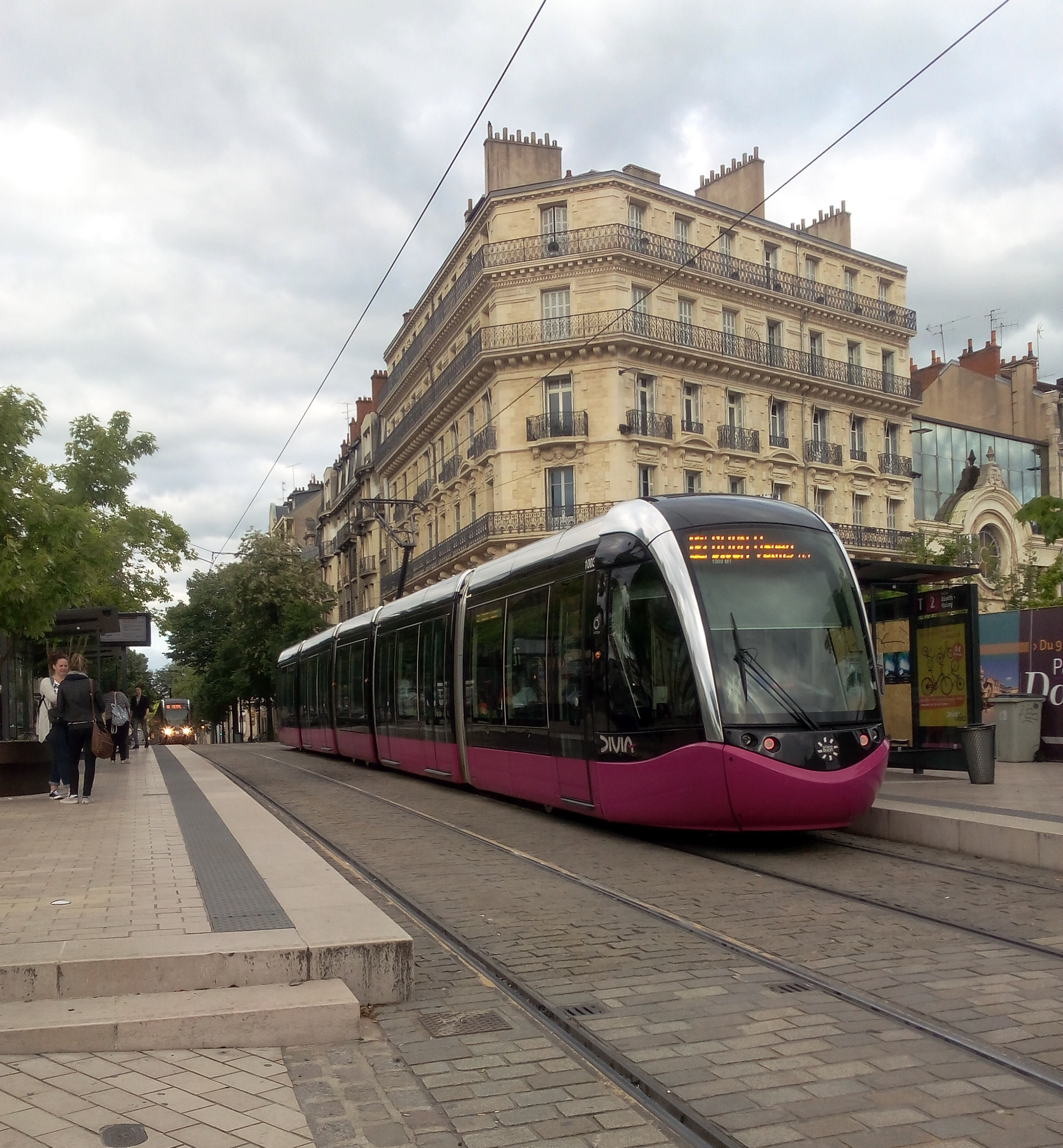
第戎有轨电车
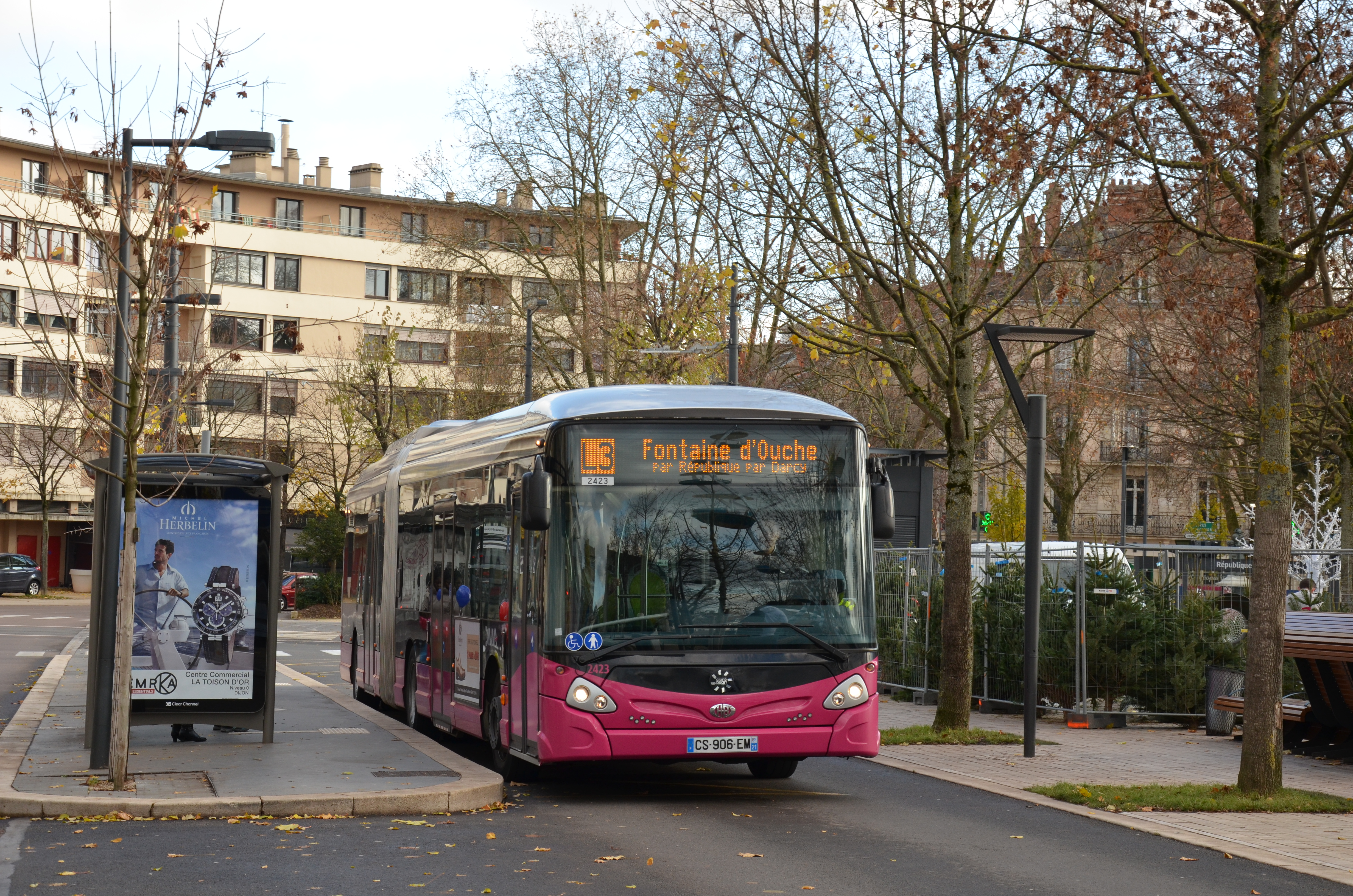
第戎公交L3路
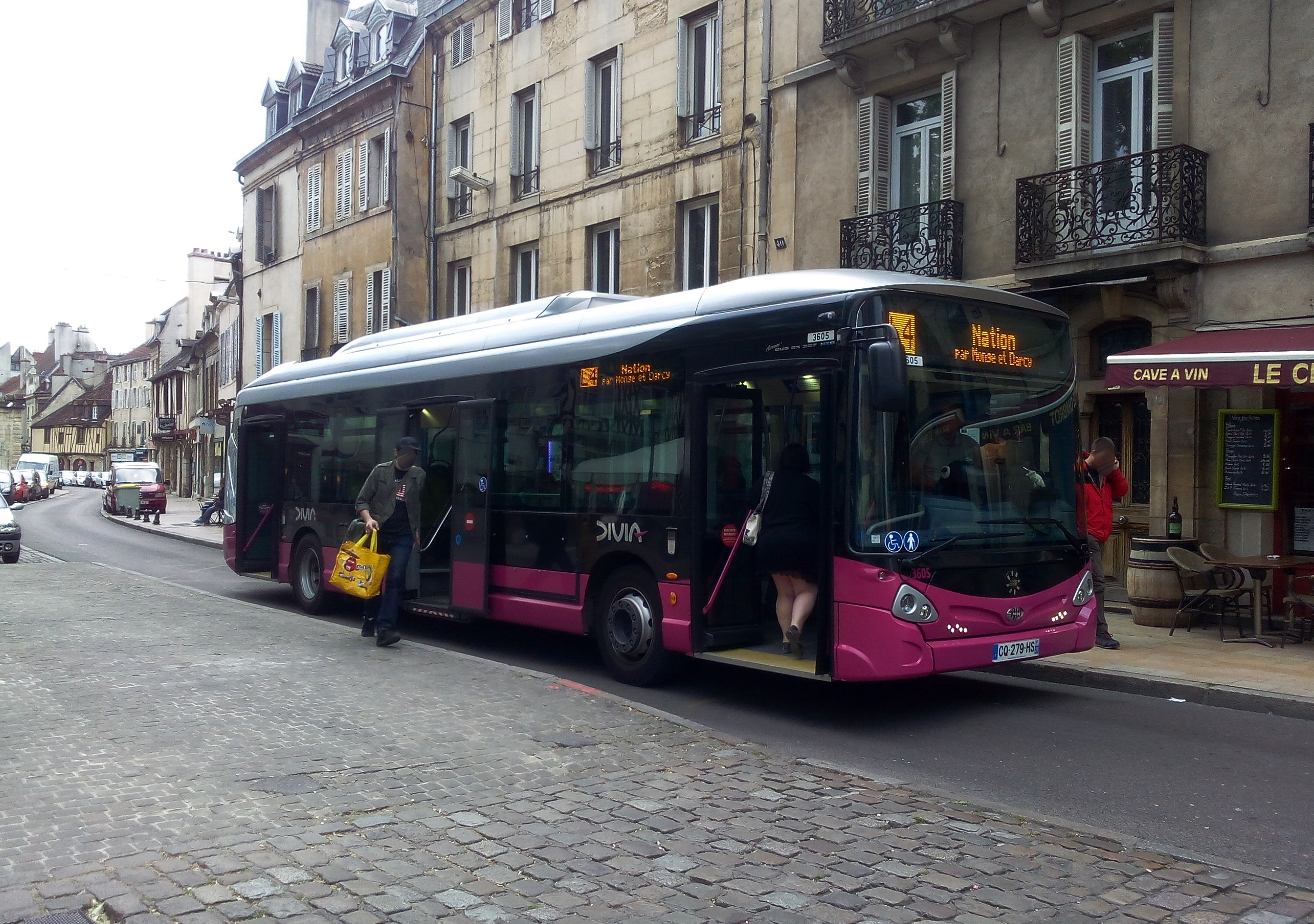
第戎公交L4路